# Wilhelm Leibl
Wilhelm Leibl (Cologne, 23 octobre 1844 - Wurtzbourg, 4 décembre 1900) est un peintre et graveur allemand d'origine prussienne. Ce fut un représentant important du courant réaliste dans son pays. Il faisait partie de l'école de Munich.

## Biographie
Fils d'un maître de chapelle, Leibl entra en 1864 à l'Académie des beaux-arts de Munich et suivit les cours de Hermann Anschütz, Alexander Strähuber, Arthur von Ramberg et en 1868, ceux de Karl von Piloty. L'œuvre principale de cette période, le Portrait de madame Gedon (1868, Neue Pinakothek) lui attira le soutien amical de Gustave Courbet qui exposait alors à Munich. Ce dernier, qui lui présenta Édouard Manet, avait attiré l'attention en France grâce à son style réaliste et à la régularité formelle de ses toiles. L'année suivante, il loue un atelier à Munich avec Theodor Alt, Rudolf Hirth du Frênes et Johann Sperl.
Leibl rassemble en 1870 des artistes de sensibilité identique autour de lui, qu'on appela par la suite le « Cercle de Leibl » (Leibl-Kreis) et qui comprenait entre autres Wilhelm Trübner, Carl Schuch, Theodor Alt, Karl Haider, Hans Thoma, et Fritz Schider, lequel épousera la nièce de Leibl. 
Leibl fut aussi un proche de Mihály Munkácsy qu'il rencontre à Munich et accompagne à Paris.
Il se lia à Julius Mayr qui fut son biographe.
Gravement atteint d'une maladie cardiaque et de difficultés respiratoires, il se rend à Bad Nauheim pour une cure en mai-juin 1900 et, lorsque sa maladie s'aggrave, dans une clinique de Wurtzbourg, où il meurt d'hydropisie.

## Œuvre
Dans les dernières années, Leibl se rapprocha cependant de l'impressionnisme, tout en continuant à défendre une représentation précise du corps humain.
Il produisit plusieurs dizaines d'eaux-fortes.
- Trois femmes à l'église (Die drei Frauen in der Kirche), 1878-82, huile sur acajou, 113 × 77 cm, Kunsthalle de Hambourg[1]

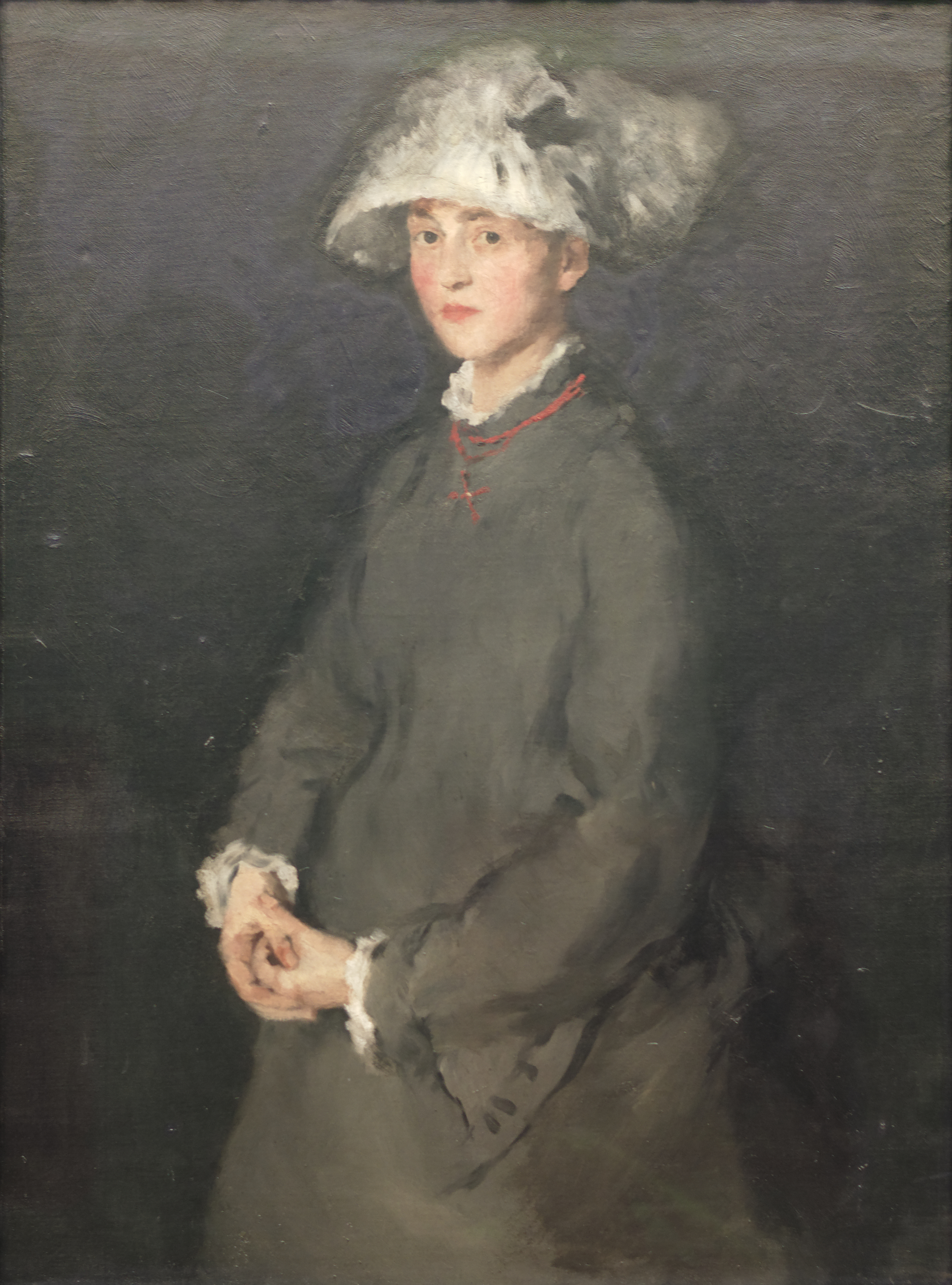
Lina Kirchdorffer (1871) Neue Pinakothek
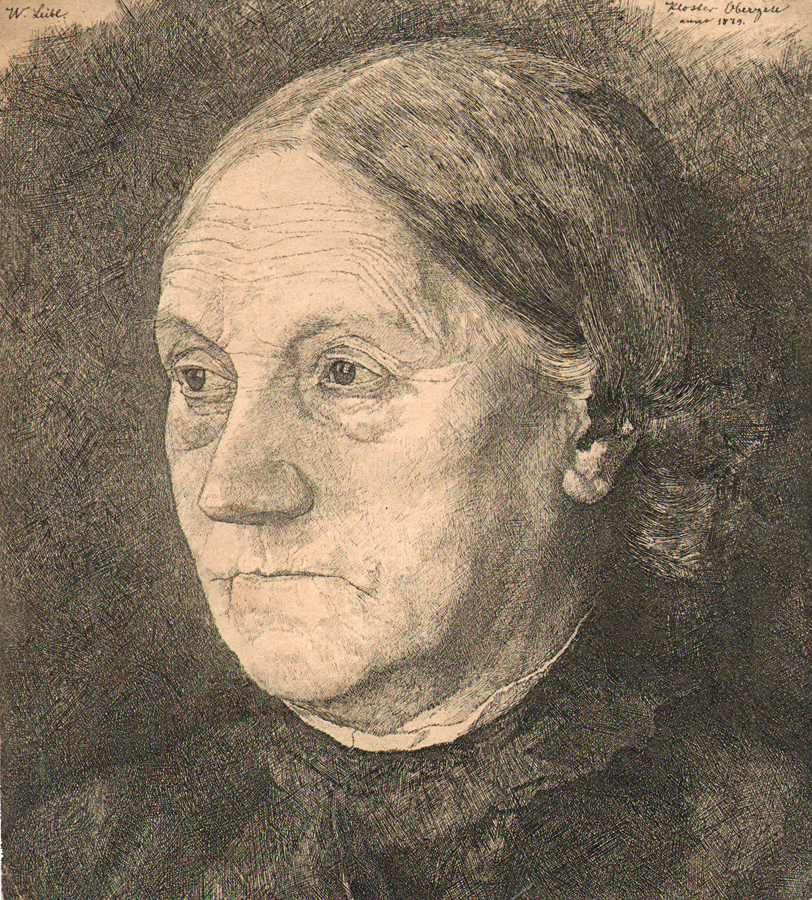
Gertrud (eau-forte, 1879)
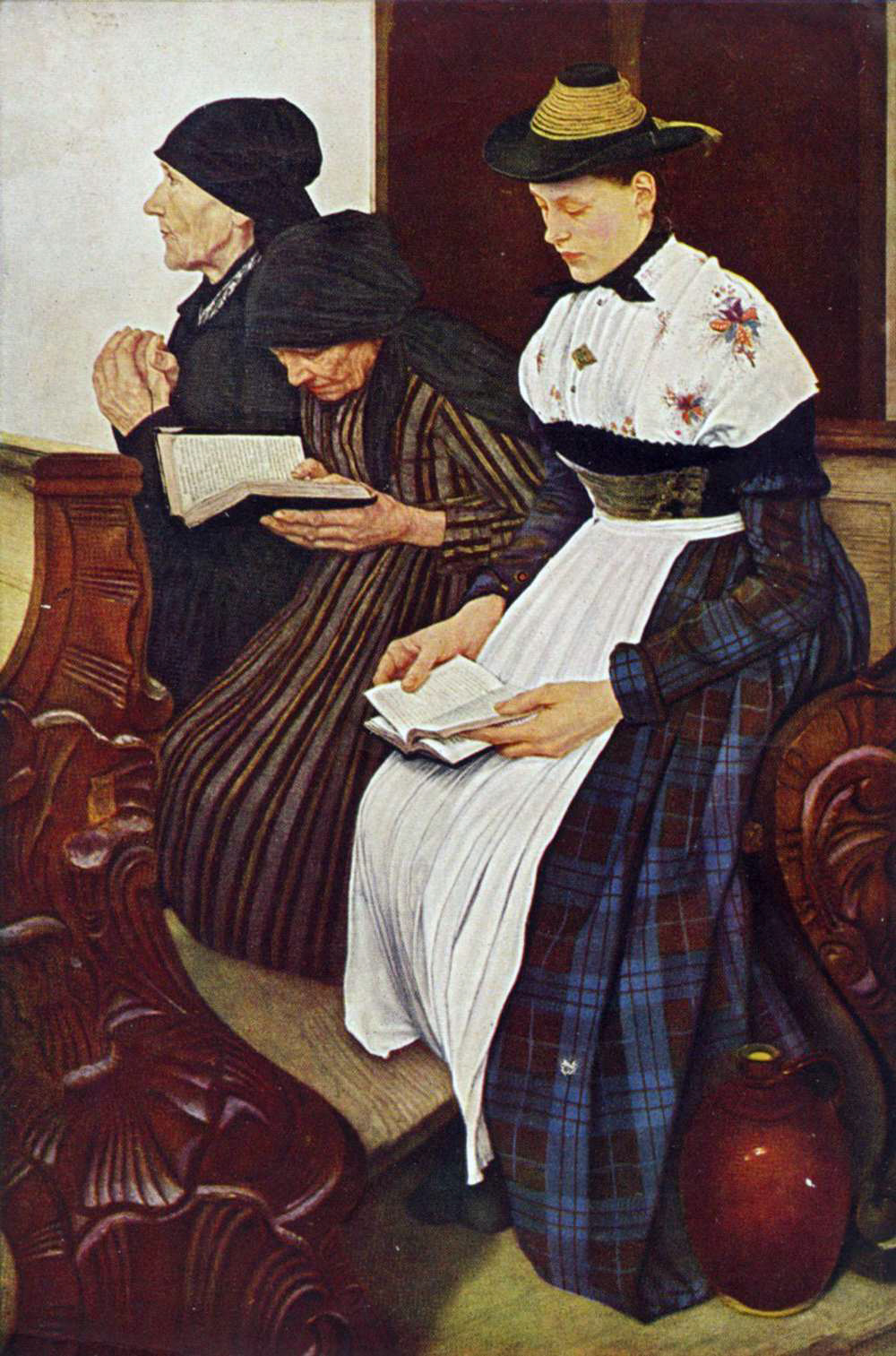
Trois Femmes à l'église, 1881 Kunsthalle de Hambourg
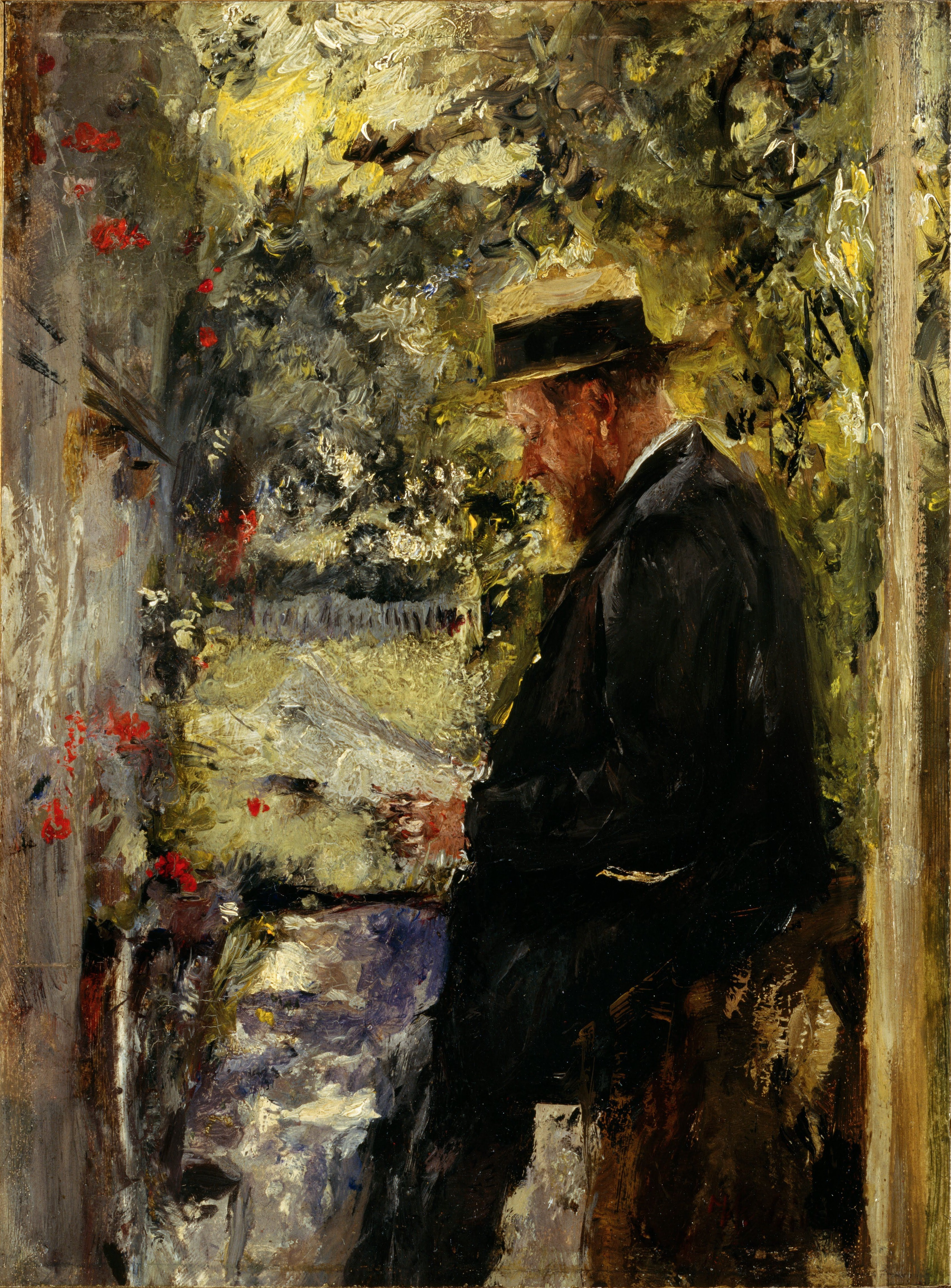
Portrait du vétérinaire Dr. Reindl (vers 1890) Lenbachhaus